# 여의도공개홀
《여의도공개홀》은 대한민국의 KBS에 1991년 5월 23일부터 1992년 4월 2일까지 방영된 예능 프로그램이다.

## 기획 의도
1인 라이브 무대로 출연 가수와 방청객의 격의없는 대화, 진솔한 삶의 이야기와 히트곡을 재연시킨 라이브 콘서트 프로그램이다.

## 방송 시간
- KBS 1TV - 1991년 5월 23일 ~ 1992년 4월 2일 : 매주 목요일 저녁 7시 35분 ~ 8시 30분

## 에피소드 목록

### 1991년
- 5월 30일 이선희
- 7월 18일 민해경
- 7월 25일 변진섭
- 10월 3일 김수철
- 11월 7일 양수경
- 11월 28일 조용필
- 12월 5일 이미자

### 1992년
- 4월 2일 이은하

## 같이 보기
- 라이브 음악창고 (2010년)